# Cyperus natalensis
Cyperus natalensis är en halvgräsart som beskrevs av Ferdinand von Hochstetter och Christian Ferdinand Friedrich von Krauss. Cyperus natalensis ingår i släktet papyrusar, och familjen halvgräs. Inga underarter finns listade i Catalogue of Life.